# Нерешённые проблемы нейробиологии
В этой статье приводится список некоторых нерешённых проблем нейробиологии:
- Сознание: как из работы отдельных нейронов головного мозга возникает такое сложное явление, как сознание? Как решить трудную проблему сознания?
- Сознание: какова нейронная основа субъективного опыта, познания, бодрствования, бдительности, возбуждения и внимания? Есть ли у сознания функции и, если да, каковы они?
- Восприятие: как мозг переводит хаотичный поток нервных сигналов от органов чувств в целостную картину восприятия? Какие внутренние правила и закономерности регулируют этот сложный процесс? Как информация от разных органов чувств объединяется мозгом воедино?
- Обучение и память: куда записывается наша память и как она оттуда считывается? Как можно усовершенствовать процесс записи? Какова природа различия между эксплицитной памятью и имплицитной памятью? Что за молекула отвечает за синаптическое мечение[англ.]?
- Нейропластичность: как даже полностью сформировавшемуся мозгу удаётся вносить в свою структуру значительные изменения?
- Нейропластичность: насколько пластичен зрелый мозг?
- Происхождение мозга: как возник мозг? Через какие стадии эволюции он прошёл?
- Свобода воли: какова будет нейробиологическая интерпретация этого вопроса?
- Сон: почему практически все живые организмы так или иначе спят? В чём смысл этого процесса? Какова нейробиологическая природа сновидений, как, по каким принципам они создаются мозгом и для чего они нужны? Какое отношение сна к анестезии?
- Неврологические расстройства: какова нейробиологическая природа психоневрологических расстройств, таких, как мания, шизофрения, болезнь Паркинсона, болезнь Альцгеймера? Какова нейробиология наркотической зависимости? Можно ли восстановить отсутствующие слух, зрение, моторные навыки?
- Моторика: как мозгу удаётся так чётко координировать движения тела, несмотря на кажущуюся хаотичность нервных импульсов двигательных нервов?
- Язык: какова нейробиологическая основа этого явления? Как мозг обрабатывает смысл слов и предложений?
- Движение: как мы можем двигаться так контролируемо, хотя импульсы двигательных нервов кажутся случайными и непредсказуемыми[уточнить]?
- Познание и решения: как и где мозг оценивает значение и усилия (стоимость) модулирования поведения награды? Как предыдущий опыт изменяет восприятие и поведение? Каковы генетические и экологические влияния на функции мозга?
- Вычислительная теория сознания: каковы пределы понимания мышления как формы расчёта?